# Zákon o územně správním členění státu
Zákon o územně správním členění státu byl přijat Parlamentem České republiky dne 29. ledna 2020. Byl vyhlášen ve Sbírce zákonů pod č. 51/2020 Sb. a účinnosti nabyl 1. ledna 2021. Tento zákon upravuje územně správní členění České republiky a dokončuje tak reformu státní správy. Současně nahradil dosavadní zastaralý zákon o územním členění státu (č. 36/1960 Sb.). 

## Předmět
Zákon upravuje územně správní členění státu. V § 1 a § 2 určuje členění státu na kraje, okresy a územní členění hlavního města Prahy. Nově vymezuje správní obvody krajů (§ 3), okresů (§ 4) a hlavního města Prahy (§ 5). Správní obvody krajů i okresy jsou vymezeny správními obvody obcí s rozšířenou působností. Správní obvody  obcí s rozšířenou působností jsou vymezeny výčtem území obcí a vojenských újezdů. V hlavním městě Praze jsou na úrovni okresů vymezeny prostřednictvím správních obvodů městských částí obvody.